# Bad Romance The Series
 (juin 2018).
Together With Me The Series
Bad Romance The Séries est un drama thaïlandais diffusé en 2016. Un spin-off BL du drama, Together With Me The Series, se concentrant sur les débuts du couple Korn/Knock est diffusé en 2017.

## Personnages
- Yihwa
- Cho
- Korn est le meilleur ami d'Yihwa et le petit-ami de Knock.
- Knock est le meilleur ami de Cho et le petit-ami de Korn.

## Distribution
- Pimnitchakun Bumrungkit: Yihwa
- Diloknawarit Nattapol: Korn
- Pakorn Thanasrivanitchai: Knock
- Witsawa Thaiyanon: Cho